# Cylindropuntia rosea
Cylindropuntia rosea är en kaktusväxtart som först beskrevs av Dc., och fick sitt nu gällande namn av Curt Backeberg. Cylindropuntia rosea ingår i släktet Cylindropuntia, och familjen kaktusväxter. Inga underarter finns listade i Catalogue of Life.

## Bildgalleri

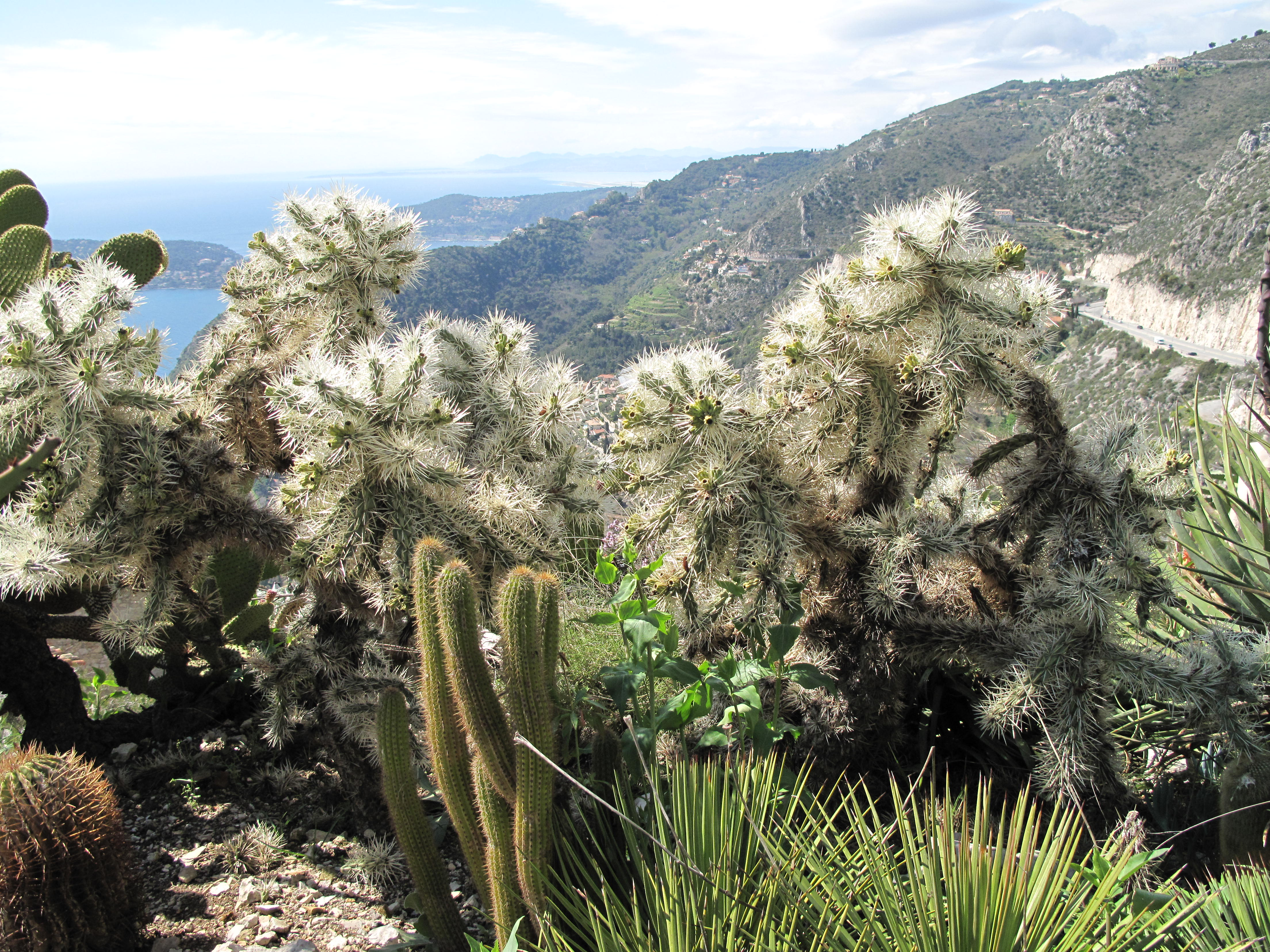
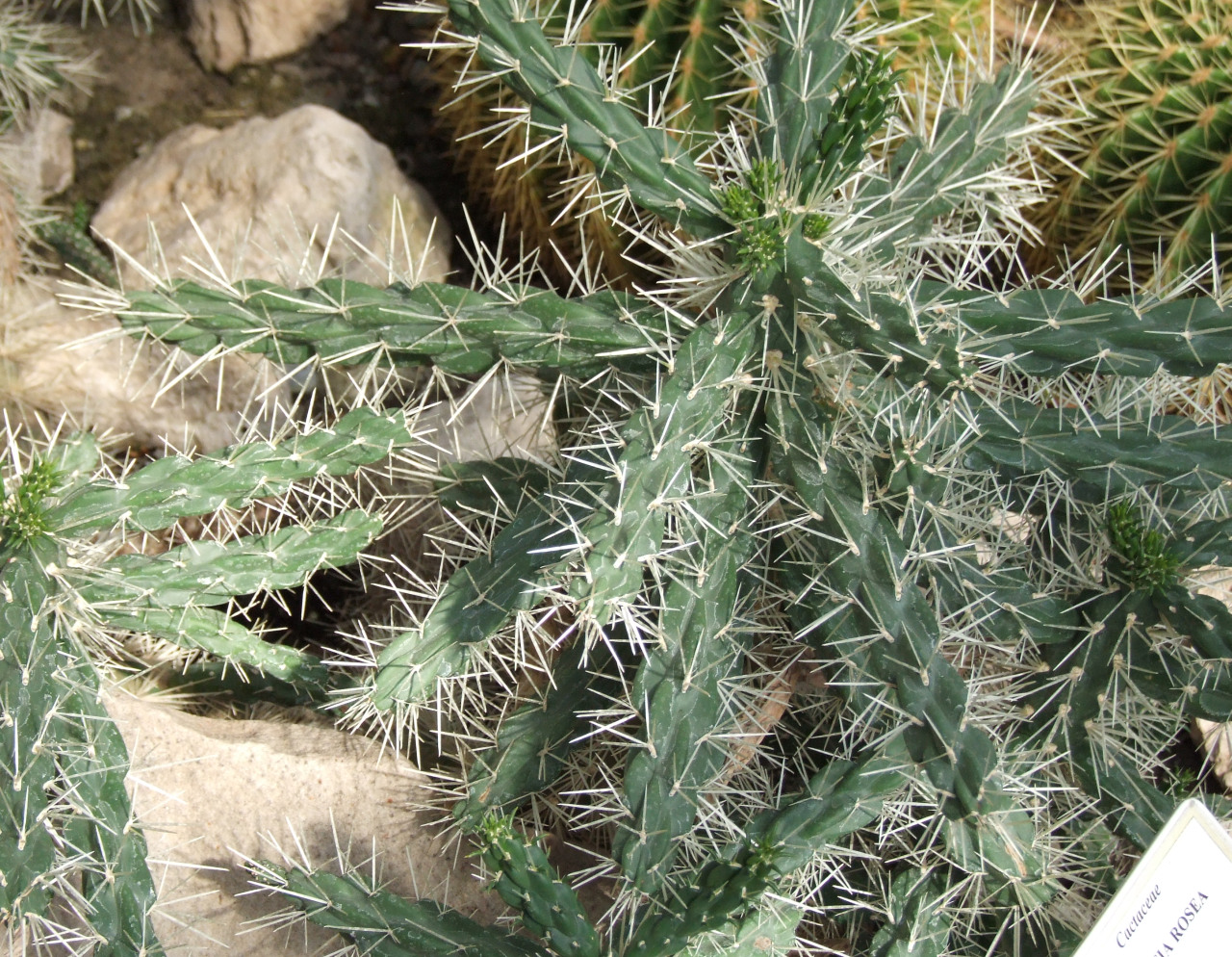